# First Rays of the New Rising Sun
| 전문가 평가                   | 전문가 평가 |
| 평가 점수                     | 평가 점수   |
| 출처                          | 점수        |
| ----------------------------- | ----------- |
| AllMusic                      | [ 2 ]       |
| Blender                       | [ 3 ]       |
| Down Beat                     | [ 4 ]       |
| Encyclopedia of Popular Music | [ 5 ]       |
| Los Angeles Times             | [ 6 ]       |
| PopMatters                    | 9/10        |
| The Rolling Stone Album Guide | [ 8 ]       |
| Tom Hull – on the Web         | A−          |

《First Rays of the New Rising Sun》은 1997년 4월, MCA 레코드에서 발매된 미국의 록 음악가 지미 헨드릭스의 컴필레이션 음반이다. 주로 그의 계획된 네 번째 스튜디오 음반을 위한 곡들을 특징으로 하는 이 음반은 그의 녹음 유산을 관리하는 가족 회사인 익스피리언스 헨드릭스에 의해 감독된 첫 번째 음반들 중 하나였다. 그것은 미국, 영국, 그리고 다른 4개국의 음반 차트에 올랐다.
헨드릭스는 뉴욕에 있는 그의 새로운 일렉트릭 레이디 스튜디오에서 전 지미 헨드릭스 익스피리언스의 드러머 미치 미첼과 밴드 오브 집시스의 베이시스트 빌리 콕스와 함께 대부분의 노래를 녹음했는데, 이는 마지막 6개월 동안 그의 정기적인 후원이었다. 모든 곡들은 헨드릭스의 사후 첫 음반 《The Cry of Love》, 《Rainbow Bridge》, 《War Heroes》에서 이전에 발표되었고, 《The Cry of Love》는 전체적으로 여기에 있지만 다른 순서로 나타낸다. 《First Rays of the New Rising Sun》은 1995년 논란이 된 임시 헨드릭스 프로듀서 앨런 더글러스의 시도인 《Voodoo Soup》를 대체하여 헨드릭스의 네 번째 음반을 실현한다.

## 배경
1970년 사망 당시 헨드릭스는 《First Rays of the New Rising Sun》이라는 제목을 제안하며 더블 음반을 위한 충분한 곡을 작업하고 있었다. 트랙은 다양한 개발 단계에 있었고, 약 6개만이 거의 완성된 것으로 추정된다. 오랫동안 헨드릭스의 녹음 엔지니어였던 에디 크레이머와 드러머 미치 미첼은 그들이 느낀 최고의 트랙 중 17곡을 선정했는데, 이 곡들은 《The Cry of Love》, 《Rainbow Bridge》, 그리고 《War Heroes》에서 처음 발매되었다. 1970년대부터 1990년대까지 이 곡들은 프로듀서 앨런 더글러스가 감독한 사후 다른 컴필레이션에도 등장했는데, 그는 미첼, 빌리 콕스, 버디 마일스의 베이스와 드럼 공연을 지우고 세션 음악가들이 새로 녹음한 부분으로 오버더빙했다. 그는 또한 한 트랙에 여성 백싱어를 추가했고, 여러 트랙에서 공동 작곡가의 공로를 주장했다. 1997년 컴필레이션을 위해 크레이머는 대신 원래 마스터 녹음을 사용했고 헨드릭스의 계획을 최대한 실현하기 위해 곡의 순서를 정했다. 그는 원래 완성도와 헨드릭스의 개인적인 노트를 바탕으로 트랙을 선택했다.
리치 언터버거는 2009년 《Rough Guide to Jimi Hendrix》에서 "일부 헨드릭스 팬들은 《First Rays of the New Rising Sun》이 스튜디오 음반으로 분류되지 않고 컴필레이션으로 분류되는 것에 대해 문제를 제기할 수도 있습니다... 하지만 결국 헨드릭스가 네 번째 음반으로 발표했을 것은 아닙니다. 그가 어떤 곡을 포함했을지, 그리고 그가 스튜디오에 깔아놓은 곡들에 대해 그가 어떤 추가적인 제작 작업을 했을지 아무도 절대적으로 확실하게 알지 못하기 때문에, 그 레코드는 사후에 편집될 수 없었습니다."

## 곡 목록
모든 곡들은 지미 헨드릭스에 의해 작사/작곡하였다.
| #   | 제목                          | 오리지널 음반       | 재생 시간 |
| --- | ----------------------------- | ------------------- | --------- |
| 1.  | 〈Freedom〉                   | 《The Cry of Love》 | 3:26      |
| 2.  | 〈Izabella〉                  | 《War Heroes》      | 2:50      |
| 3.  | 〈Night Bird Flying〉         | 《The Cry of Love》 | 3:50      |
| 4.  | 〈Angel〉                     | 《The Cry of Love》 | 4:21      |
| 5.  | 〈Room Full of Mirrors〉      | 《Rainbow Bridge》  | 3:21      |
| 6.  | 〈Dolly Dagger〉              | 《Rainbow Bridge》  | 4:44      |
| 7.  | 〈Ezy Ryder〉                 | 《The Cry of Love》 | 4:07      |
| 8.  | 〈Drifting〉                  | 《The Cry of Love》 | 3:48      |
| 9.  | 〈Beginnings〉                | 《War Heroes》      | 4:12      |
| 10. | 〈Stepping Stone〉            | 《War Heroes》      | 4:12      |
| 11. | 〈My Friend〉                 | 《The Cry of Love》 | 4:36      |
| 12. | 〈Straight Ahead〉            | 《The Cry of Love》 | 4:42      |
| 13. | 〈Hey Baby (New Rising Sun)〉 | 《Rainbow Bridge》  | 6:04      |
| 14. | 〈Earth Blues〉               | 《Rainbow Bridge》  | 4:21      |
| 15. | 〈Astro Man〉                 | 《The Cry of Love》 | 3:34      |
| 16. | 〈In From the Storm〉         | 《The Cry of Love》 | 3:41      |
| 17. | 〈Belly Button Window〉       | 《The Cry of Love》 | 3:36      |